# United Buddy Bears

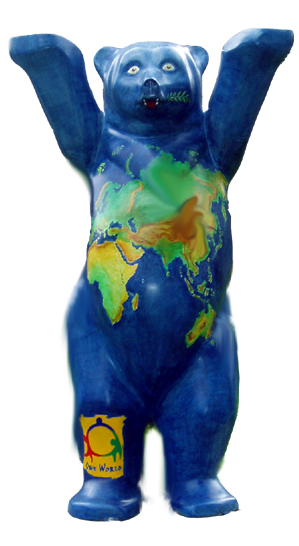
Buddy Bear - One World One Dream

United Buddy Bears este o expoziție de artă internațională, care este prezentă deja pe patru continente și care ar putea fi prezentată unui public de milioane de indivizi. Spre deosebire de alte expoziții care au ca temă sculpturi de animale în spațiu liber (de exemplu CowParade din New York), ideea și filozofia expoziției United Buddy Bears sunt mult mai ample. Misiunea acestui proiect este de a milita pentru toleranța și înțelegerea dintre diferitele popoare, culturi și religii.

## Buddy Bear
Creațiile Buddy Bears (hora urșilor) sunt pictate și modelate de artiști plastici din întreaga lume. Sub mottoul The Art of Tolerance acestea reprezintă cca 150 dintre țările lumii recunoscute de ONU. Intrarea la expoziție este în general gratuită. Este posibil ca în orele de după-masă multe grupuri școlare să viziteze expoziția sub cerul liber.

## Expoziția - United Buddy Bears

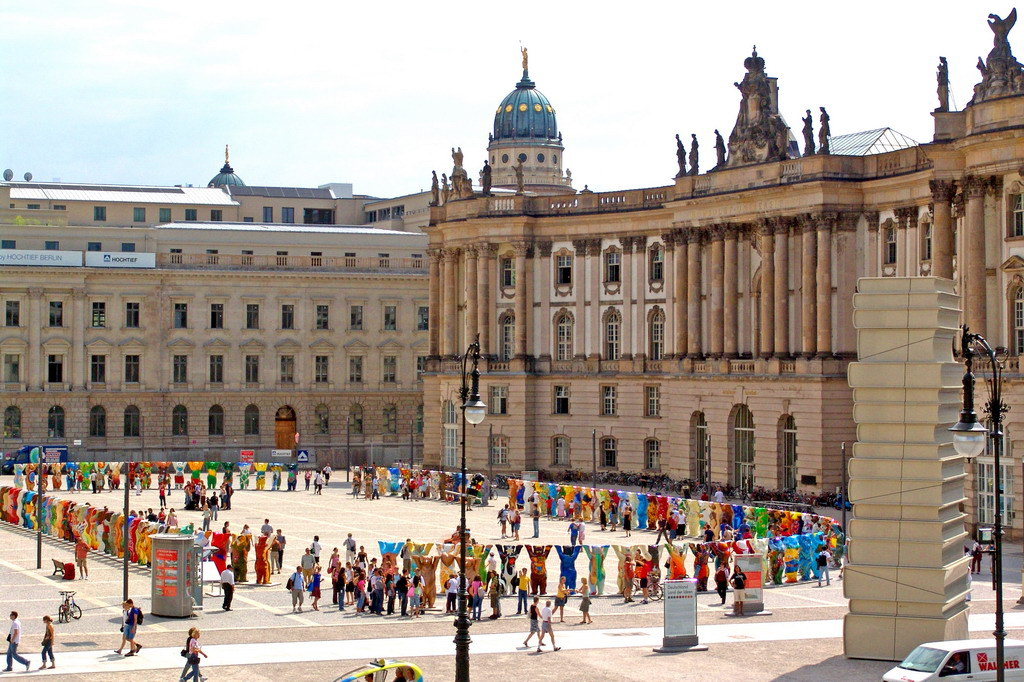
United Buddy Bears
Berlin 2006

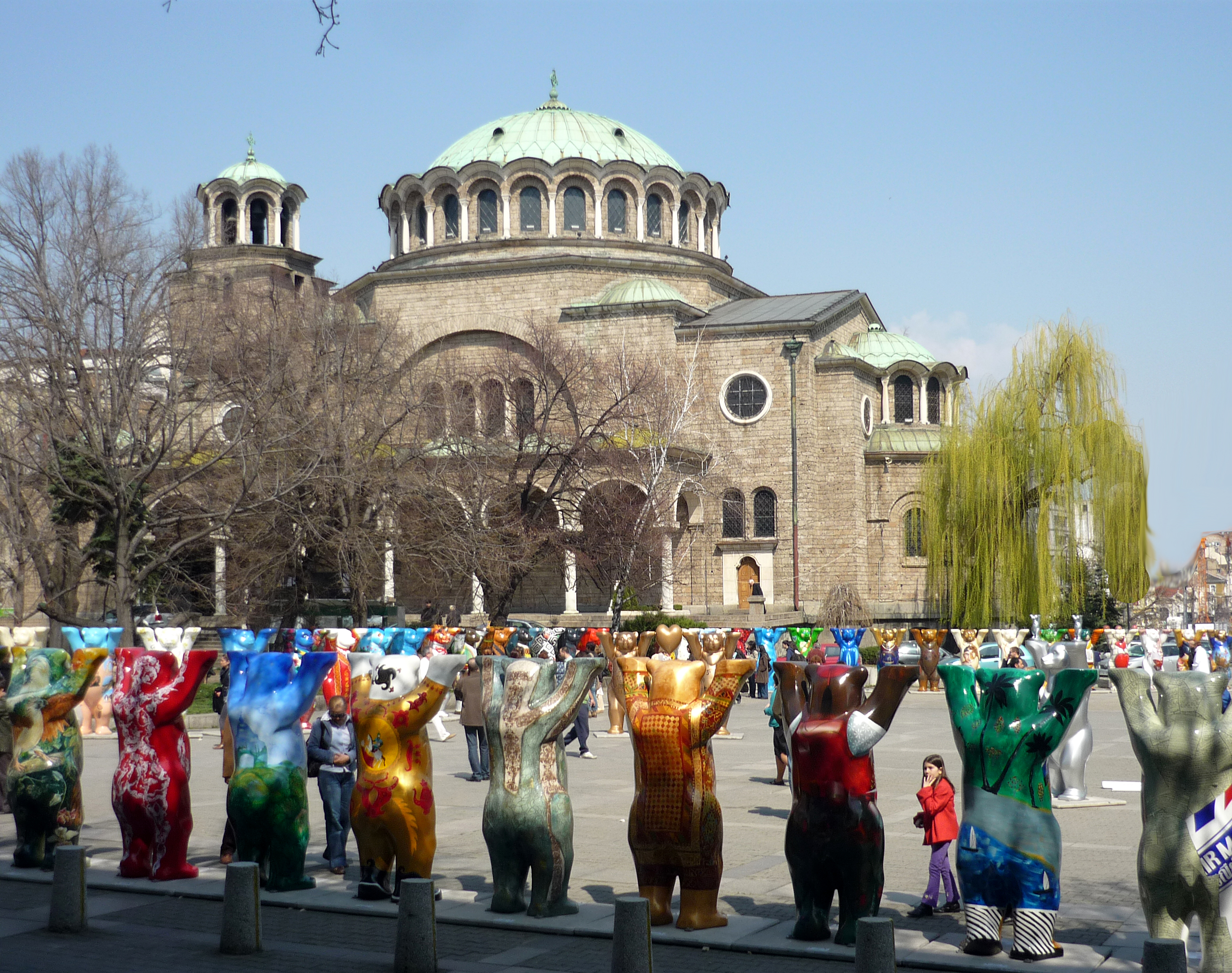
Sofia 2011
Square St Nedelya

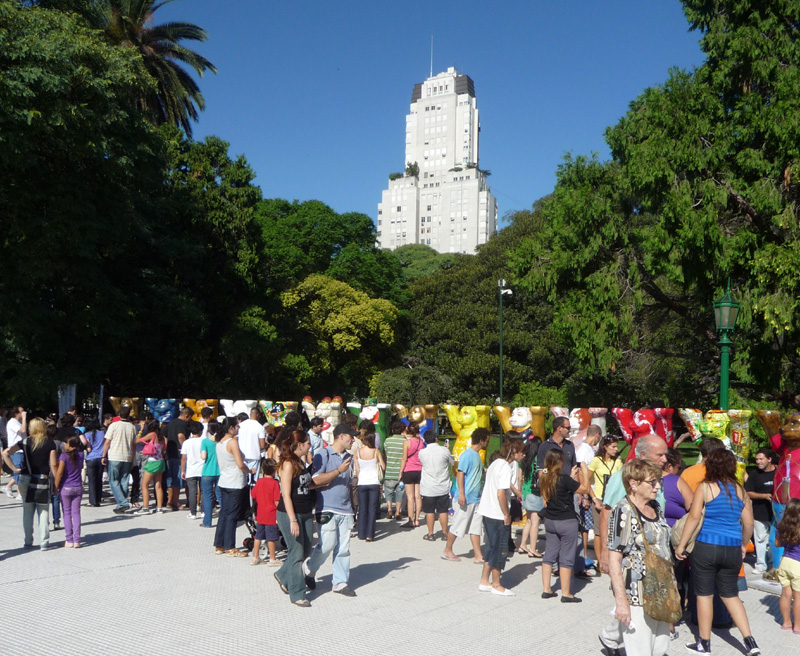
United Buddy Bears
Buenos Aires 2009

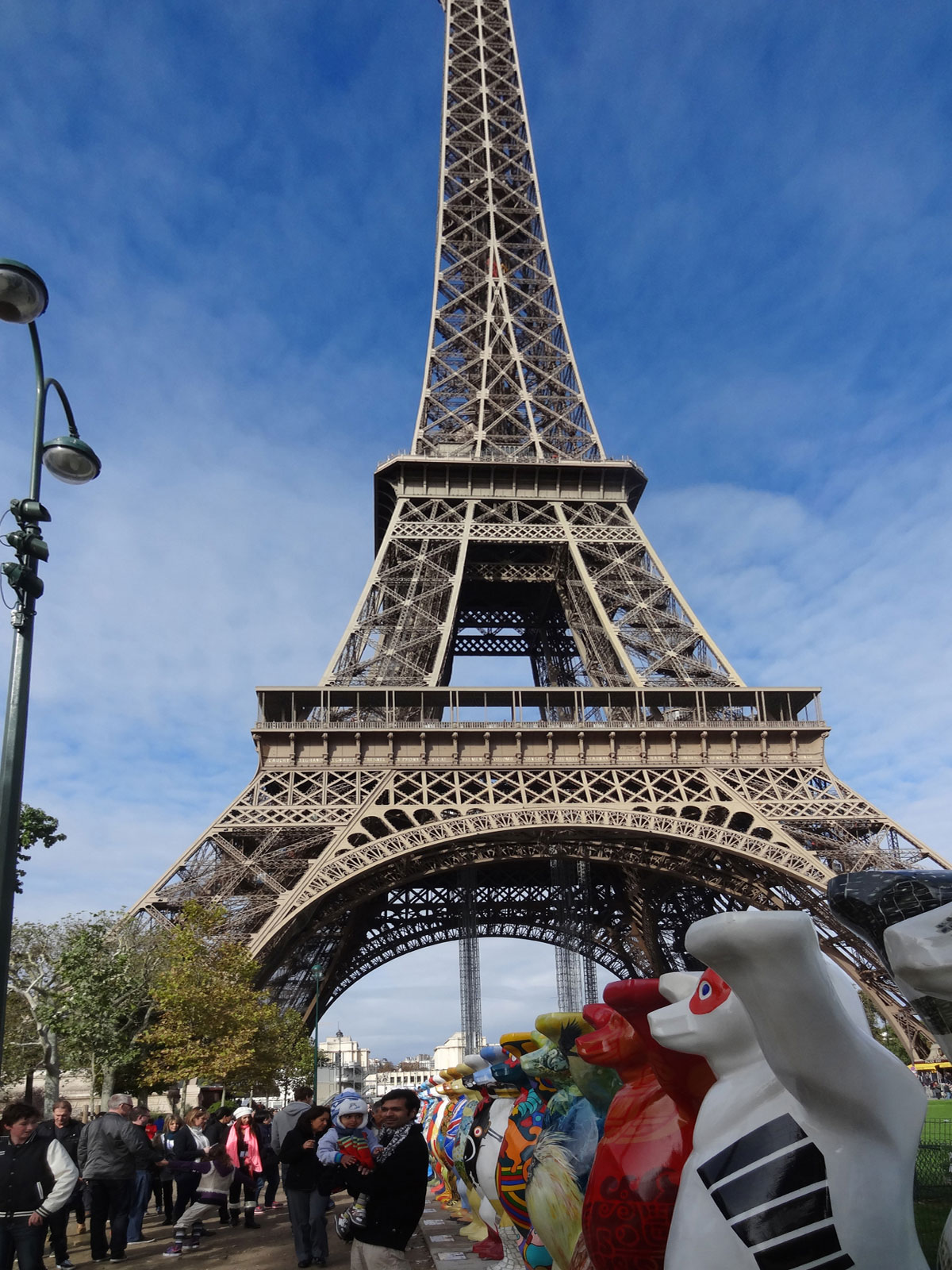
United Buddy Bears
Paris 2012

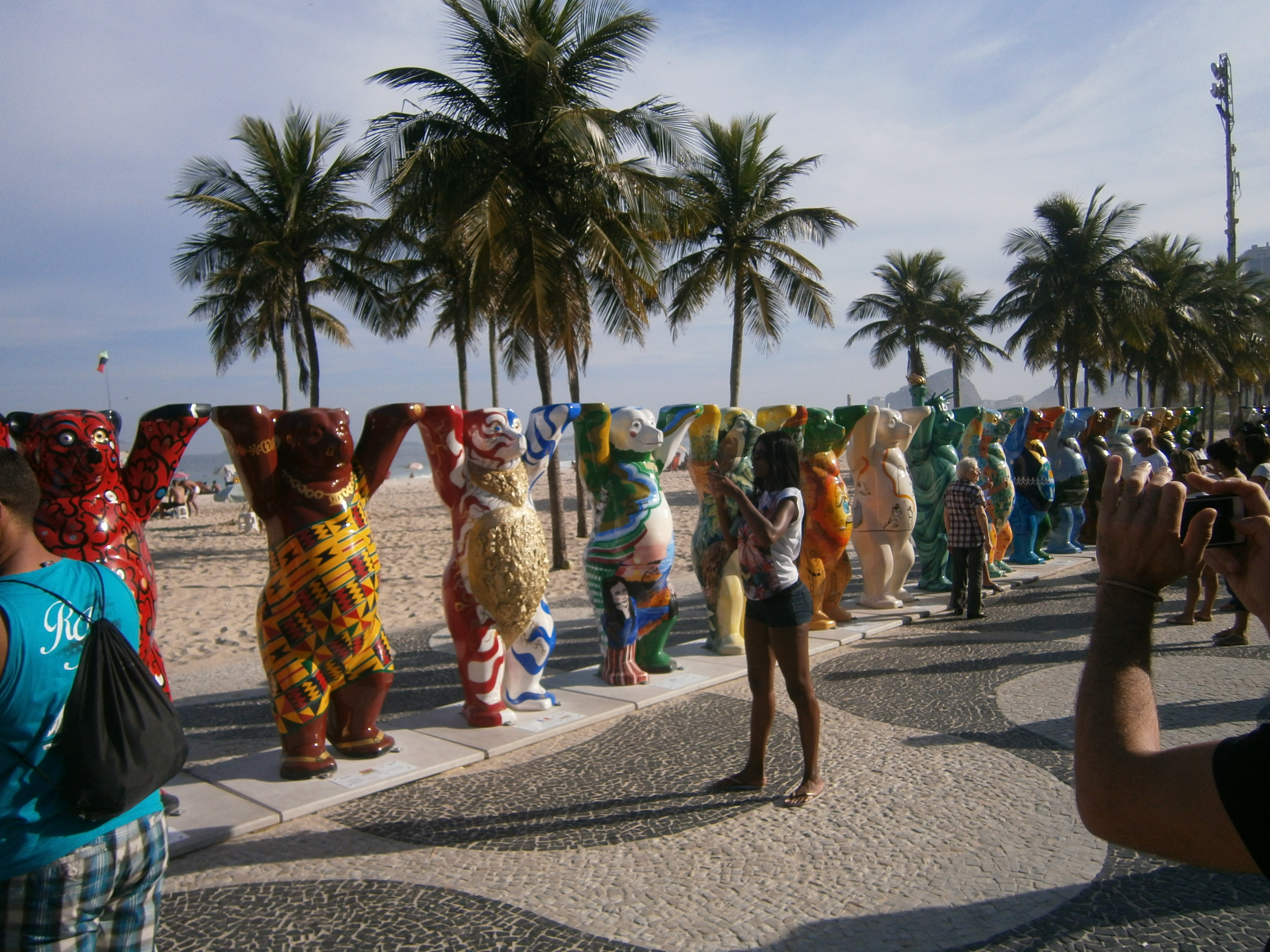
United Buddy Bears
Rio de Janeiro
Copacabana 2014

Expoziția, devenită între timp renumită pe întreg mapamondul, a fost deschisă pentru prima dată în anul 2002 la Berlin de către actorul și ambasadorul UNICEF Sir Peter Ustinov și a fost de atunci oaspete pentru 6-8 săptămâni în Hong Kong, Istanbul, Tokio, Seul, Sydney, Viena, Cairo, Ierusalim, Varșovia, Stuttgart, Phenian, Buenos Aires, Montevideo, Astana, Helsinki, Sofia, Berlin, Kuala Lumpur, New Delhi, Sankt Petersburg, Paris, Rio de Janeiro, Havana, Santiago de Chile, Penang, Berlin, Riga, Antigua, Guatemala și Ljubljana.
Vor urma multe alte orașe. Prin altele sunt planificate expoziții în București, Madrid, Los Angeles, Shanghai și Zürich.
Mâinile ridicate ale urșilor înalți de 2 m și expuși adesea în cerc, simbolizează prietenia și optimismul. Hora urșilor așezați unul lângă altul și stând în mod simbolic "mână în mână" întăresc idea că oamenii de peste tot ar trebui să încerce să se cunoască mai bine pentru a putea trăi împreună în pace și armonie. Pentru realizarea acestui proiect internațional – pentru a putea transmite un astfel de mesaj unitar – urșii au fost modelați de artiști din 150 de țări de așa manieră încât să oglindească caracterul țărilor, istoria acestora, oamenii care trăiesc în ele, peisajele, precum și economia și muzica autohtonă. 
Cercul United Buddy Bears se schimbă la fiecare expoziție, în fiecare țară. Modificarea nu ține doar de condițiile locale, ci și de succesiunea diferită în care trebuie prezentați urșii, conform dorințelor respectivei gazde. Acest lucru face interesantă din punct de vedere politic plasarea și expunerea împreună a acestora: 
- La expoziția de la Ierusalim din 2007, lângă ursul israelian au fost așezați ursul irakian și cel iranian, din încercarea de a transmite un mesaj de toleranță și armonie.
- La expoziția de la Seul din 2005, Korea de Sud și de Nord au stat "mână în mână" pentru prima dată după 50 de ani.
- Chiar și Palestina este reprezentată cu drepturi egale din 2007 în cercul celor 150 de țări.

Prin diverse tehnici, artiștii au reușit să îndrepte privirile spectatorilor asupra urșilor. Vizitatorii expozițiilor vor face cunoștință și cu unele state mai mici, care nu se găsesc în centrul atenției publice.
Faimoșii urși „United Buddy Bears” au fost expuși pe o plajă din Rio de Janeiro, pentru a marca un mare eveniment: Cupa Mondială de Fotbal. Frumos pictați, urșii reprezintă 141 de țări și au fost instalați unul lângă altul pentru a oferi o viziune asupra păcii în lume.

## Caritate

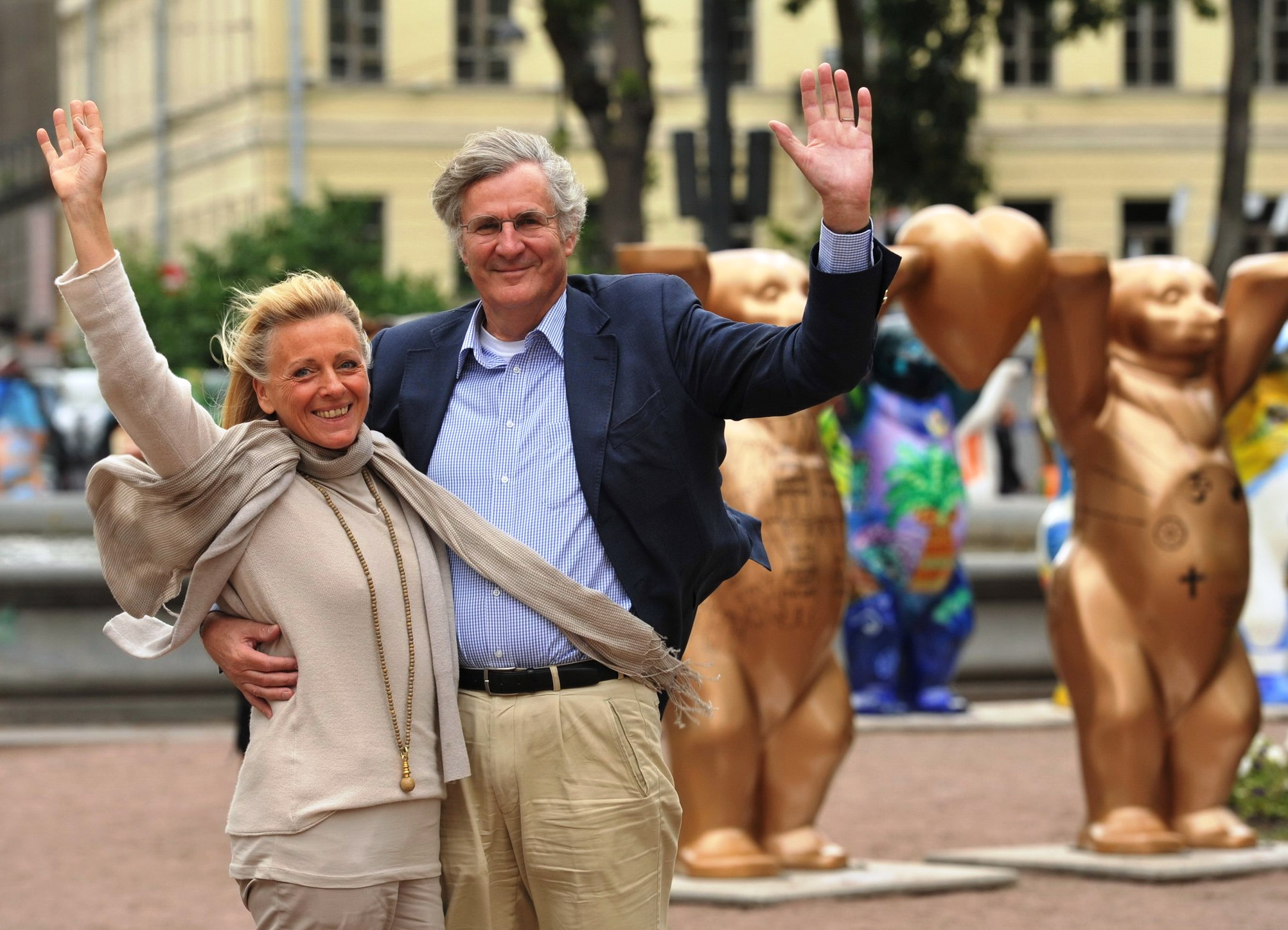
Eva și Klaus Herlitz: Inițiatorii United Buddy Bears

Potrivit organizatorilor Eva și Klaus Herlitz, promovarea ideii de coexistență pașnică trebuie consolidată și prin contribuții active. Astfel ajutorarea copiilor cu nevoi ajunge în centrul acestei acțiuni. Donațiile și licitațiile publice ale urșilor din întreaga lume au adus deja peste 2,8 milioane de dolari în contul UNICEF, precum și al organizațiilor locale de asistență pentru copii. Activitățile desfășurate în întreaga lume sunt însoțite și sprijinite de actorul și ambasadorul UNICEF Jackie Chan.
În 2003 Jackie Chan a fost pentru mai multe săptămâni în Berlin – cu ocazia filmărilor peliculei „Înconjurul pământului în 80 de zile”. În acest răstimp s-a îndrăgostit de urșii din Berlin. S-a angajat ca prezentarea United Buddy Bears, care militează pentru o lume mai pașnică, să ajungă la Hong Kong în anul 2004 pentru a fi prezentată în Parcul Viktoria. La deschiderea expoziției, Jackie Chan a putut înmâna organizației UNICEF și altor două organizații pentru copii cecuri în valoare totală de 4,14 milioane HKD.